# Rik Verbrugghe
Rik Verbrugghe, född 23 juli 1974 i Hélécine, är en belgisk före detta professionell tävlingscyklist. Verbrugghe blev professionell 1996 med Lotto-Isoglass och tävlade för det belgiska Lotto-stallet mellan 1996 och 2004. Han cyklade sedan ett år i Quick Step-Innergetic 2005 innan han gick vidare till Cofidis för vilka han tävlade mellan 2006 och 2008.
Under säsongen 1999 bar Verbrugghe den vita ungdomströjan i Tour de France under två etapper.
Verbrugghe har bland annat vunnit de belgiska mästerskapens tempolopp. Han tävlade i Olympiska sommarspelen 2000 och har även vunnit en etapp på Tour de France, tre etapper på Giro d'Italia, och endagsklassikern La Flèche Wallonne 2001. Han har även vunnit två etapper på Critérium International. Verbrugghe vann Romandiet runt 2002 och prologen på Eneco Tour 2005. 
Sedan säsongen 2006 cyklar Verbrugghe för det franska UCI ProTour-stallet Cofidis och vann under säsongen etapp 7 av Giro d'Italia, 14 sekunder före italienaren Paolo Savoldelli. Under Tour de France 2006 bröt han benet och han hade det svårt att komma tillbaka till den nivå där han brukade befinna sig.
Verbrugghe vann GP Lugano och prologen på Eneco Tour of Benelux under säsongen 2005. Han slutade tvåa på etapp 4 av Eneco Tour of Benelux framför Alessandro Ballan och på etapp 1 av Vuelta a España framför Denis Mensjov.
Under säsongen 2008 slutade Verbrugghe tvåa på etapp 5 av Tour de la Région Wallonne efter fransmannen Patrice Halgand. I august skadade han nyckelbenet och en månad senare berättade Verbrugghe att han tänkte avsluta sin karriär efter Lombardiet runt 2008. Efter sin karriär började han att arbeta som sportdirektör för det belgiska storlaget Quick Step.
Rik Verbrugghe är äldre bror till Ief Verbrugghe som var professionell mellan 2001 och 2004.

## Meriter
1993
Tour de Namur
1994
Etapp 7, Tour de la Région Wallonne
1995
Circuit du Hainaut
1996
Etapp 2a, Tour de la Région Wallonne
Etapp 2b, Tour de la Région Wallonne
2000
 Nationsmästerskapens tempolopp
2001
Profronde van Maastricht
La Flèche Wallonne
Critérium International
Etapp 1, Critérium International
Etapp 3, Critérium International
Prologen, Giro d'Italia
Etapp 15, Tour de France 2001
Peer
2002
Prologen, Romandiet runt
Etapp 7, Giro d'Italia
2005
GP Lugano
Prologen, Eneco Tour of Benelux
2006
Etapp 7, Giro d'Italia

## Stall
- Lotto 1996–2004
- Quick Step-Innergetic 2005
- Cofidis 2006–2008